# Christian Joachim Gersdorff
Christian Joachim (von) Gersdorff (født 23. marts 1644 i København, død 1725) til Isgård var søn af Joachim Gersdorff og amtmand.
Han var amtmand over Kalø Amt, assessor i Søetatens Kommissariat, kammerråd og rentemester.
Han var gift med Sophia Nansen (1657-1704), datter af borgmester Hans Nansen, og fader til Joachim von Gersdorff.